# Suganuma Teifū

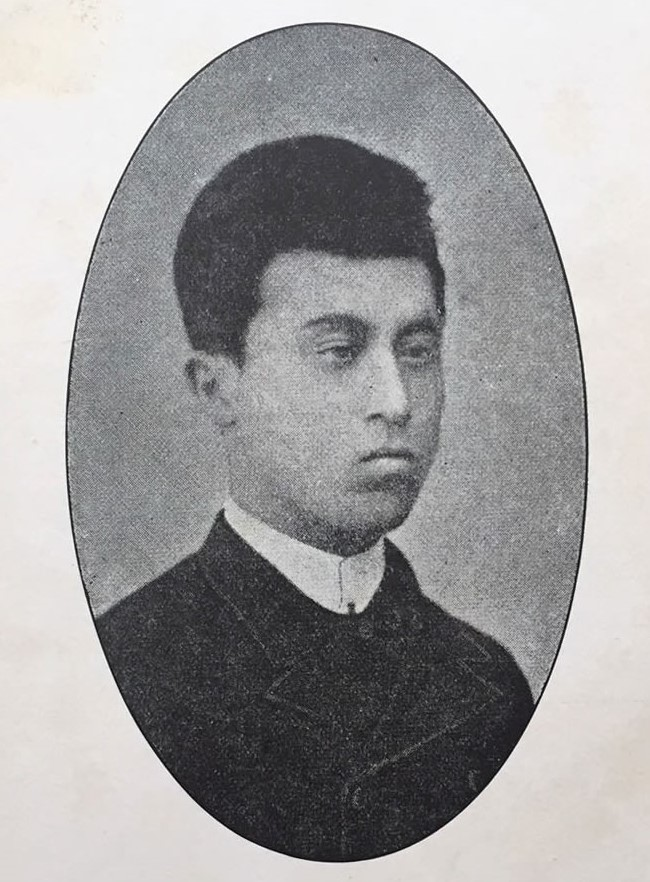
Suganuma Teifū

Suganuma Teifū (japanisch 菅沼 貞風, eigentlich Suganuma Teiichirō; geboren 5. April 1865 in Hirado (Provinz Hizen); gestorben 6. Juli 1889 auf den Philippinen) war ein japanischer Wirtschaftshistoriker, Schriftsteller, Befürworter einer Ausdehnung Japans in den Pazifik.

## Leben und Wirken
Suganuma Teifū erhielt seine erste Ausbildung an der von dem Gelehrten und späteren Politiker Matsumura Akira (松浦 詮; 1840–1908) geleiteten Privatschule „Yūkō Shoin“ (猶興書院) in Hirado. Er arbeitete dann im Bezirksamt Matsuura und wurde 1883 vom Zoll- und Tarifbüro des Finanzministeriums beauftragt, für das „Hirado Trade Chronicles“ zu schreiben. Im folgenden Jahr zog er nach Tokio und studierte klassisches Chinesisch an der Universität Tokio. Zur gleichen Zeit studierte er Wirtschaftswissenschaften an der „Senshū Gakkō“ – der heutigen „Senshū-Universität“. 1888 schrieb er seine Abschlussarbeit, „Dai Nihon shōgyō-shi“ (大日本商業史) – „Die Handelsgeschichte Großjapans“. Nach seinem Abschluss bekam er eine Stelle an der „Tokyo Commercial High School“, der heutigen Hitotsubashi-Universität. 1889 formulierte er die „Nanshin-ron“ (南進論), eine Befürwortung einer Erweiterung Japans in Richtung Süden.
Suganuma reiste nach Manila mit der Absicht, seine kolonialen Gedanken in der Südsee zu überprüfen und auf den unter spanischer Herrschaft stehenden Philippinen umzusetzen. Aber er erkrankte und starb dort, nicht mal 25 Jahre alt. Er war gut darin, chinesische Gedichte zu schreiben. Außerdem hinterließ er „Hirado bōeki kokorozashi“ (平戸貿易志) – „Der Geist des Hirado-Handels“.